# Frank-Raj
Frank-Raj – ogrody ozdobne położone w miejscowości Frank przy drodze krajowej nr 22, w gminie Kaliska, powiat starogardzki, województwo pomorskie. Stanowią własność prywatną osób fizycznych.
Ogrody Frank-Raj powstały w 2004 roku i od tego czasu z każdym rokiem systematycznie się rozrastają, przybywa wiele nowych, egzotycznych gatunków roślin. Zwiększa się również ich tematyka, wobec czego stały się one największą atrakcją turystyczną tego typu na Pomorzu.. 
Frank-Raj to repliki w pomniejszonej skali wybranych najpiękniejszych ogrodów polskich w ich rozwoju historycznym. Ogrody Frank-Raj są pod opieką naukową Piotra Madaneckiego z Katedry Biologii i Botaniki Farmaceutycznej Akademii Medycznej w Gdańsku.

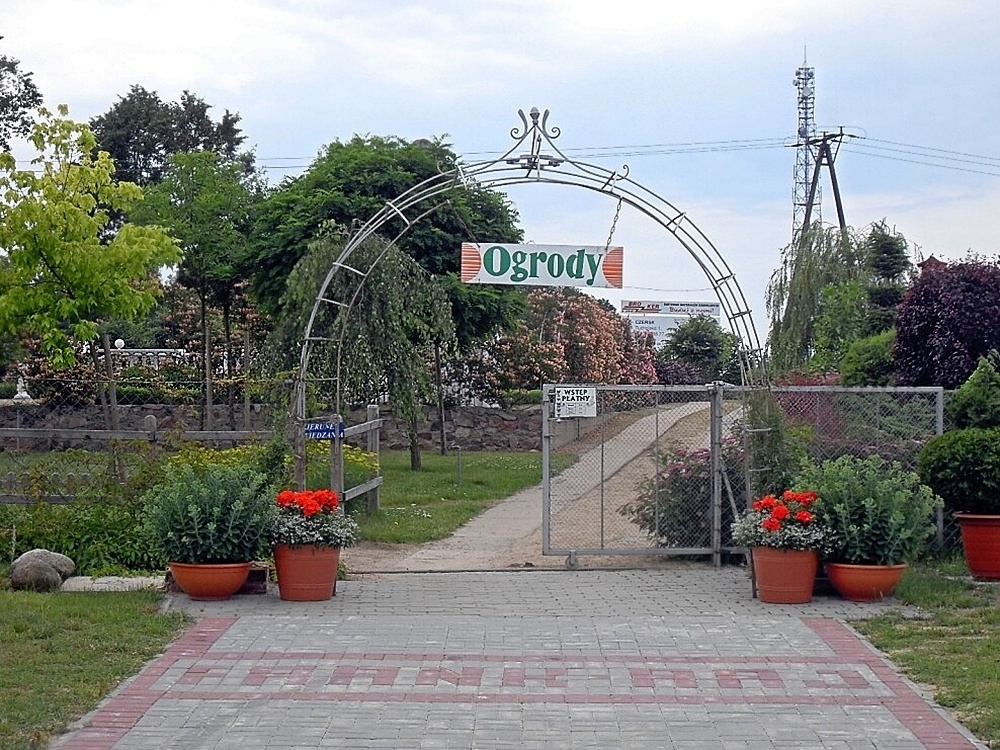
Frank-Raj, szkółka krzewów i drzew ozdobnych, główne wejście 05.

Na powierzchni około 2 ha założono dwanaście ogrodów różnego stylu, w tym historyczne takie jak: w stylu japońskim według projektu własnego, średniowiecznym z XV w., barokowo-angielskim z II poł. XVIII w. przy Pałacu Opatów w Oliwie, rokokowym z II poł. XVIII w. przy Pałacu Branickich w Białymstoku, barokowy z II poł. XVII w. przy rezydencji królewskiej Jana III Sobieskiego w Wilanowie, neorenesansowy przy pałacu królewskim Sobieskich w Wilanowie, labirynt z przełomu XVII i XVIII w., ogród sentymentalno-romantyczny z przełomu XVIII i XIX w. w Arkadii Heleny Radziwiłłowej, ogród modernistyczny z XX w. w południowej części Parku Łazienkowskiego. Inną formą są ogrody współczesne takie jak; ogród botaniczny typu bylinowego, ogród wiejski, ogród wodny ze skarpą oraz ogród ziół i innych ciekawych owoców, a także palmiarnia. Ekspozycja ta pozwala zwiedzającym na prześledzenie bogatego rozwoju polskiej sztuki ogrodowej. Jest to propozycja dla młodzieży szkół ogólnokształcących, średnich i wyższych oraz miłośników piękna ożywionego.
Oprócz opisanych wyżej ogrodów ogród Frank-Raj prowadzi również materiał szkółkarski krzewów i drzew ozdobnych.